# Веласко, Джон
Джон Ха́йро Вела́ско Ча́вес (исп. Jhon Jairo Velasco Chavez; род. 8 марта 2004) — боливийский футболист, полузащитник клуба «Боливар».

## Клубная карьера
Веласко — воспитанник клуба «Гуабира». 11 июля 2021 года в матче против «Ориенте Петролеро» он дебютировал в боливийской Примере. В начале 2023 года Веласко перешёл в «Боливар». 12 февраля в матче против «Рояль Пари» он дебютировал за новую команду.

## Международная карьера
В 2023 году в составе молодёжной сборной Боливии Веласко принял участие в молодёжном чемпионате Южной Америки в Колумбии. На турнире он сыграл в матче против сборной Уругвая.